# Nathaniel Smith
Nathaniel Smith (* 6. Januar 1762 in Woodbury, Colony of Connecticut; † 9. März 1822 ebenda) war ein US-amerikanischer Politiker. Zwischen 1795 und 1799 vertrat er den Bundesstaat Connecticut im US-Repräsentantenhaus.

## Werdegang
Nathaniel Smith war der ältere Bruder von Nathan Smith (1770–1835), der zwischen 1833 und 1835 für den Staat Connecticut im US-Senat saß. Außerdem war er ein Onkel von Truman Smith (1791–1884), der zwischen 1839 und 1855 Connecticut in beiden Kammern des Kongresses repräsentierte. Er besuchte die öffentlichen Schulen seiner Heimat und arbeitete danach in der Landwirtschaft sowie als Viehhändler. Nach einem Jurastudium und seiner im Jahr 1787 erfolgten Zulassung als Rechtsanwalt begann er in Woodbury in seinem neuen Beruf zu praktizieren.
Smith wurde Ende der 1790er Jahre Mitglied der von Alexander Hamilton gegründeten Föderalistischen Partei. Zwischen 1789 und 1795 war er Abgeordneter im Repräsentantenhaus von Connecticut. Bei den Kongresswahlen des Jahres 1794, die staatsweit abgehalten wurden, wurde er für das sechste Abgeordnetenmandat von Connecticut in das US-Repräsentantenhaus gewählt. Dort trat er am 4. März 1795 die Nachfolge von Jeremiah Wadsworth an. Nach einer Wiederwahl im Jahr 1796 konnte er bis zum 3. März 1799 zwei Legislaturperioden im Kongress absolvieren. 1798 verzichtete er auf eine weitere Kandidatur.
Von 1800 bis 1805 gehörte Smith dem Senat von Connecticut an. Zwischen 1806 und 1819 fungierte er als Richter am Connecticut Supreme Court. Im Jahr 1814 war Smith Delegierter auf einer Versammlung in Hartford, auf der über einen möglichen Austritt der Neuenglandstaaten aus der Union beraten wurde. Hintergrund war der Widerstand gegen den in dieser Region unpopulären Britisch-Amerikanischen Krieg von 1812. Nathaniel Smith starb im März 1822 in seinem Geburtsort Woodbury.